# هاگای شمالی
هاگای شمالی (به فنلاندی: Pohjois-Haaga) یک منطقهٔ مسکونی در فنلاند است که در هلسینکی واقع شده‌است. هاگای شمالی ۱٫۴۶ کیلومتر مربع مساحت و ۸٬۴۶۶ نفر جمعیت دارد.